# Malibu (Kalifornien)
Malibu ist eine Stadt im Los Angeles County im US-Bundesstaat Kalifornien. Das U.S. Census Bureau hat bei der Volkszählung 2020 eine Einwohnerzahl von 10.654 ermittelt.
Malibu liegt an der pazifischen Küste und ist für seine Sandstrände, als Surf City USA sowie als Wohnort von Filmstars und anderen Mitarbeitern der Filmindustrie bekannt. Die meisten Bewohner leben in der Nähe des Pacific Coast Highway, der die Stadt durchquert.
Mehr oder weniger eingeschlossen ist die Stadt von Topanga und Pacific Palisades im Osten, den Santa Monica Mountains im Norden, dem Pazifik im Süden und vom Ventura County im Norden und Westen. Die Strände umfassen den Malibu State Beach und den Topanga State Beach, und im Landesinneren gibt es Parks wie den Malibu Creek State Park und den Santa Monica Mountains Nationalpark. Malibu ist Sitz der Pepperdine University.

## Geschichte
Ursprünglich war Malibu ein Teil des Gebietes der Chumash-Indianer. Es wurde Humaliwo („Die Brandung klingt laut“) genannt. Der spanische Entdecker Juan Rodríguez Cabrillo soll laut Aufzeichnungen im Zentrum von Malibu Creek 1542 bei Malibu Lagoon angelegt haben, um  Trinkwasser für seine Reise nach Norden zu bekommen.

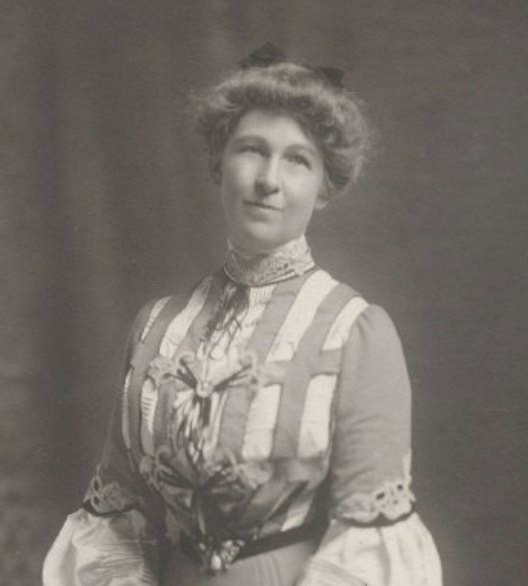
Rhoda May Rindge, ca. 1900

1802 ließ sich der spanische Siedler José Bartolomé Tapia in Malibu nieder. Er errichtete eine Ranch und einen großen Steinbruch im Malibu Canyon. Diese Einrichtungen umfassten einen Landbesitz von 13.300 Acre und wurden bald unter dem Namen „Rancho Topanga Malibu Simi Sequit“ bekannt. Nachdem die Ranch die Besitzer mehrmals gewechselt hatte, wurde sie 1892 für 300.000 $ verkauft. Der Käufer, Frederick Hastings Rindge (1857–1905) und seine Frau, Rhoda May Rindge (1864–1941), versuchten eifrig, ihren Besitz, den sie bald auf 17.000 Acre erweitert hatten, zu beschützen und jegliches Eindringen zu verhindern. Sie kämpften auch gegen den Bau einer südpazifischen Zugstrecke, die durch Malibu führen sollte. Dennoch gewann der Staat 1929 ein Gerichtsverfahren gegen Rhoda May Rindge, das den Bau einer heute unter dem Namen Pacific Coast Highway bekannten Schnellstraße ermöglichte. Rindge musste ihren Besitz aufteilen und begann, Grundstücke zu verkaufen und zu verpachten. Das Rindge-Haus, auch bekannt als Adamson-Haus, ist heute ein Teil des Malibu Creek State Park  und befindet sich zwischen Malibu Lagoon und Surfrider Beach und direkt neben dem Malibu Pier, der ursprünglich für die Familienjacht gebaut worden war.
Um den Landverkauf zu unterbinden und die Insolvenz abzuwenden, gründete Rhoda May Rindge 1926 eine kleine Keramikziegelfabrik. In ihren besten Jahren beschäftigten die Malibu Potteries über 100 Arbeiter und produzierten dekorative Fliesen, mit denen viele öffentliche Gebäude und Residenzen in Los Angeles und Beverly Hills ausgestattet sind. 1931 wurde die Fabrik, eine halbe Meile östlich des Malibu Piers gelegen, durch ein Feuer zerstört. Obwohl die Fabrik 1932 teilweise wieder eröffnet wurde, konnte sie sich nicht von den Auswirkungen der damaligen Weltwirtschaftskrise und dem drastischen Rückgang der Bauprojekte in Südkalifornien erholen. Die Fliesen der Malibu Potteries gelten immer noch als begehrte Sammlerstücke. Exzellente Exemplare der Fliesen können im Adamson-Haus oder im Serra Retreat, einem Anwesen mit fünfzig Räumen, für das 1920 mit dem Bau begonnen wurde, besichtigt werden. Es sollte das Heim der Rindge-Familie werden und befindet sich auf einem Hügel mit einem Blick über die gesamte Lagune. Das nicht fertige Gebäude wurde 1942 an den Franziskanerorden verkauft und wird als Ort des Rückzugs genutzt. Es brannte 1970 nieder und wurde mit den Original-Ziegeln wieder aufgebaut.
1991 wurde Malibu eine eigenständige Stadt, nachdem es lange in die Region Los Angeles County eingegliedert war. Obwohl das Museum als The Getty Villa Malibu bezeichnet wird, befindet es sich östlich von Malibu im Stadtteil Pacific Palisades, der noch Teil von Los Angeles ist.
Malibu war, wie andere Teile Kaliforniens, wiederholt von Waldbränden betroffen. Klimawissenschaftler gehen davon aus, dass sich die Waldbrandgefahr im Rahmen des Klimawandels weiter erhöht. Im Januar sowie Oktober und November 2007 brannten zahlreiche Prominentenvillen in Malibu durch die Waldbrände in Südkalifornien nieder.
Im Zuge der verheerenden Waldbrände im Jahr 2018 wurde die Evakuierung von Malibu am 9. November 2018 behördlich angeordnet. Auch bei diesen Bränden wurden mehrere Häuser Prominenter zerstört, darunter das Anwesen des Fernsehmoderators Thomas Gottschalk, der Sängerin Miley Cyrus oder des Schauspielers Gerard Butler.

## Geografie
Dem United States Census Bureau zufolge hat Malibu eine Fläche von 261,5 km², davon 51,5 km² Land- und 210 km² Wasserfläche. Der hohe Wasserflächenanteil von rund 80 % liegt darin begründet, dass die Stadtgrenzen sich drei Meilen in den Ozean erstrecken.
Schon immer wurde Malibu wegen seiner einzigartigen geografischen Lage das Opfer von Naturkatastrophen wie Überflutungen, Feuer oder Muren.
Eine häufige Fehlannahme ist, dass Malibus Küste von Norden nach Süden verläuft. Malibu befindet sich jedoch in der Bucht von Santa Monica an einer Stelle, in der die Küste in Ost-West-Richtung verläuft, genauso wie der Pacific Coast Highway. Der Pazifische Ozean befindet sich südlich und die Santa Monica Mountains nördlich dieses Stadtteils.
Surfrider Beach, Broad Beach, Pirate’s Cove, Zuma Beach und Trancas sind Orte entlang der Küste von Malibu. Point Dume State Beach ist das nördliche Ende der Santa Monica Bay, und der öffentliche Park dort bietet Ausblicke nach Palos Verdes Peninsula und nach Santa Catalina Island.

## Medien
Malibu erlangte Bekanntheit durch die Fernsehserie Baywatch. 
Die Serie Two and a Half Men spielt ebenfalls in Malibu.

## Persönlichkeiten

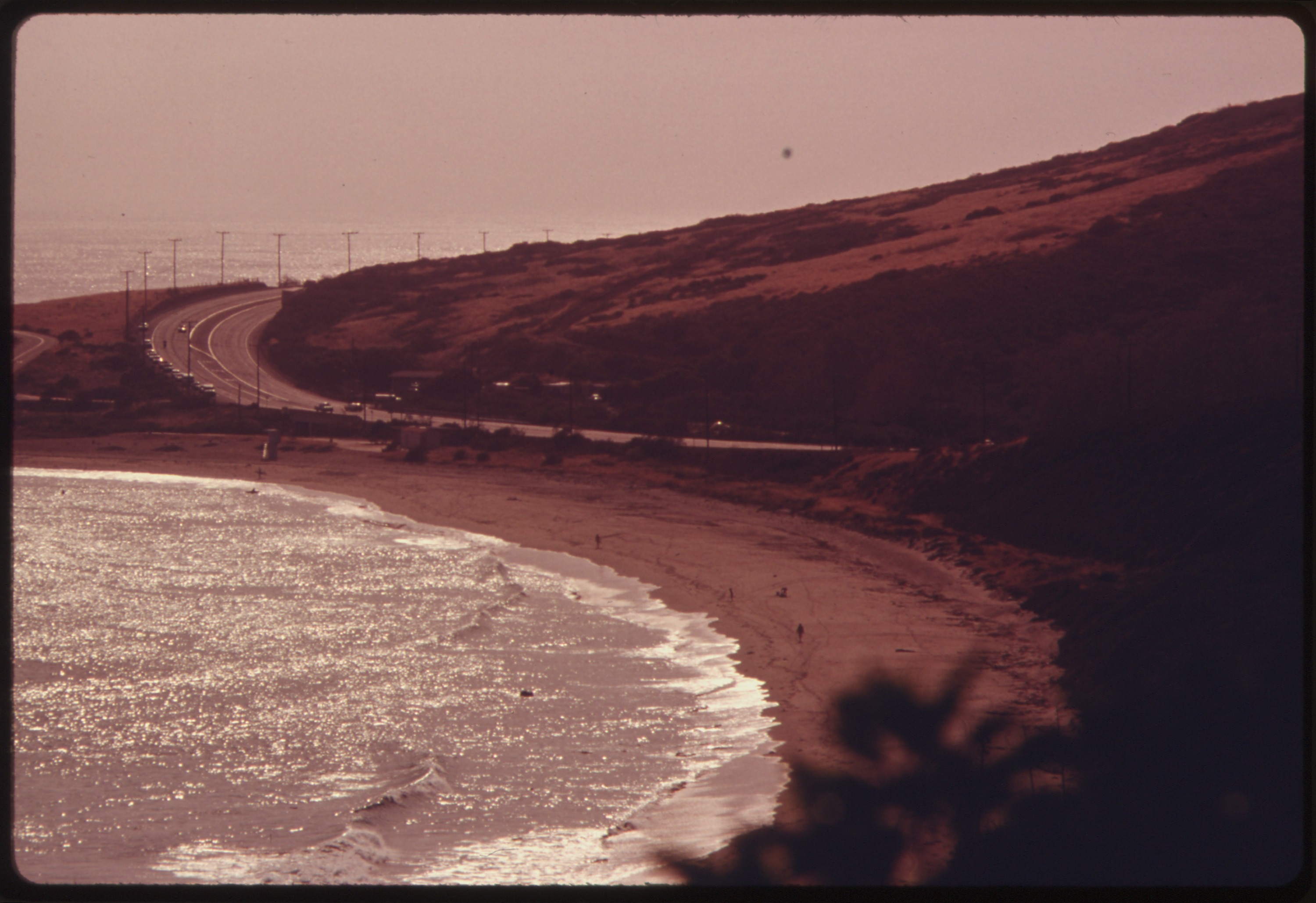
Strand und Küstenstraße von Malibu im Mai 1975

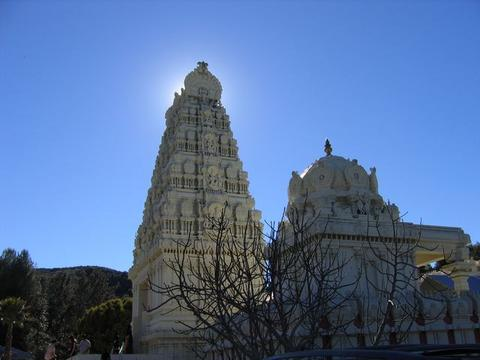
Hindu-Tempel in der Nähe von Malibu

### Söhne und Töchter der Stadt
- Emilie Autumn (* 1977 oder 1979), Musikerin
- Veronica Dunne (* 1995), Schauspielerin
- Kaia Gerber (* 2001), Model und Schauspielerin
- Timothy Hutton (* 1960), Schauspieler
- Jennifer Landon (* 1983), Schauspielerin
- Chazz Nittolo (* 2000), Schauspieler und Model
- Navi Rawat (* 1977), Schauspielerin
- Joe Roberts (* 1997), Motorradrennfahrer
- Tom Schaar (* 1999), Skateboarder
- Shwayze (* 1986), Rapper
- Chelse Swain (* 1983), Schauspielerin
- Dominique Swain (* 1980), Schauspielerin
- Kristoffer Tabori (* 1952), Schauspieler, Synchronsprecher und Regisseur

### Sonstige Persönlichkeiten
- Orlando Bloom (* 1977), Schauspieler
- Gerard Butler (* 1969), Schauspieler
- Cher (* 1946), Sängerin und Schauspielerin
- Miley Cyrus (* 1992), Musikerin, Sängerin und Schauspielerin
- Cornelia Funke (* 1958), deutsche Kinder- und Jugendbuchautorin
- John C. McGinley (* 1959), Schauspieler, Regisseur, Produzent und Autor
- Thomas Gottschalk (* 1950), deutscher Fernsehmoderator, hatte seinen Zweitwohnsitz in Malibu
- Liam Hemsworth (* 1990), Schauspieler
- Don Henley (* 1947), Rockmusiker und Lead-Sänger der Eagles
- Lady Gaga (* 1986), Sängerin und Schauspielerin
- Nina Matthies (* 1953), Volleyball- und Beachvolleyballspielerin
- Teodorín Obiang (* 1969), Sohn des Präsidenten von Äquatorialguinea
- Martin Sheen (* 1940), Schauspieler
- Barbra Streisand (* 1942), Musikerin und Schauspielerin
- Guillermo del Toro (* 1964), Filmregisseur und Filmproduzent